# Ballonzuilbossen
De Ballonzuilbossen is een bosgebied tussen Merselo en Overloon. Het is 266 ha groot en is eigendom van de gemeente Venray.
Het gebied bestaat uit gemengd naald- en loofbos en wordt aan de noordzijde begrensd en doorsneden door het Afleidingskanaal.
Deze bossen komen aan hun merkwaardige naam door de aanwezigheid van de zogenaamde Ballonzuil. Deze werd onthuld op 18 januari 1896 naar aanleiding van het feit dat 25 jaar daarvoor een Franse luchtballon in Merselo was geland. Dit oudste luchtvaartmonument van Nederland werd in 2008 en 2009 gerestaureerd.
In het bos bevindt zich ook een visvijver.